# Нова Слобода (Жуковський район)
Нова Слобода (рос. Новая Слобода) — присілок в Жуковському районі Калузької області Російської Федерації.
Населення становить 275 осіб. Входить до складу муніципального утворення Село Високиничі.

## Історія
Від 2004 року входить до складу муніципального утворення Село Високиничі

## Населення
| 2002 | 2010 |
| ---- | ---- |
| 289  | ↘275 |